# Ladislau Patrício
Ladislau Patrício (Guarda, 7 de dezembro de 1883 – 25 de dezembro de 1967) foi um médico, humanista e escritor da Guarda.
Na sua cidade natal, terminou os seus estudos liceais e depois ingressou na Universidade de Coimbra, onde se licenciou. Exerceu medicina, em Loulé, como médico municipal, pouco tempo depois veio para a sua terra natal onde deu aulas no Liceu Nacional.
Ladislau Patrício, cunhado de Augusto Gil, envolveu-se na política e na literatura, teve vários livros publicados e chegou a ser Presidente da Comissão Municipal Republicana do Concelho da Guarda.
Cerca de 6 anos depois, dirigiu um Sanatório Militar, em Louriçal do Campo (Castelo Branco), onde tratou soldados portugueses tuberculosos que vinham da 1.ª Guerra Mundial. Publicou um livro, no seguimento desta atividade, com o título "A assistência em Portugal aos feridos da guerra por tuberculose".
Regressou à Guarda e, em 1922, tornou-se subdiretor do Sanatório Sousa Martins. Cerca de 12 anos depois, passou a ser diretor do sanatório.
Foi também um homem ligado à rádio, tendo escrito o primeiro regulamento da Rádio Altitude (a primeira rádio local em Portugal).
Em 1953, inaugurou um pavilhão destinado a tratar pacientes pobres.  
Publicou diversas obras literárias e de caráter científico. Chegou ainda a escrever livros de drama, ficção e poesia.
Encontra-se colaboração da sua autoria na Revista Nova (1901-1902).
Por iniciativa da Câmara Municipal de Lisboa e por reconhecimento dos seus méritos, o seu nome passou a figurar na toponímia de Lisboa, desde 27 de maio de 1987, no arruamento situado junto da Alameda das Linhas de Torres, na nova praceta fronteira ao Quartel Militar.

## Obras
- O mundo das pequenas coisas (1927)
- Altitude: o espírito na medicina (1938)